# Bouhlou
Bouhlou, ou Bouhallou, est une commune de la wilaya de Tlemcen en Algérie.

## Géographie

### Situation
La commune de Bouhlou est localisée au centre-ouest de la wilaya de Tlemcen.
| Maghnia       | Hammam Boughrara           | Sabra       |
| Maghnia       | Bouhlou                    | Sabra       |
| Sidi Medjahed | Sidi Medjahed, Beni Bahdel | Aïn Ghoraba |

### Localités de la commune
En 1984, la commune de Bouhlou est constituée à partir des localités suivantes :
- Bouhallou
- Bouzidi
- Tafna
- Medersa
- Ouasser
- Ouled Ali Moussa
- Khiyane
- Ouled Attia